# Llista de masies de Pinell
Llista de masies del poble de Pinell, al municipi de Pinell de Solsonès.
| Topònim           | Documentada des de | Emplaçament                                                   |
| ----------------- | ------------------ | ------------------------------------------------------------- |
| Casanova, la      | Segle xvii         | 41° 58′ 15.10″ N, 1° 24′ 2.042″ E / 41.9708611°N,1.40056722°E |
| Caseta de la Vila | ?                  | 41° 57′ 38.46″ N, 1° 23′ 31.93″ E / 41.9606833°N,1.3922028°E  |
| Caseta del Soler  | 1020               |                                                               |
| Castell, Can      | Segle X            | 41° 58′ 15.52″ N, 1° 25′ 0.425″ E / 41.9709778°N,1.41678472°E |
| Ermengol, Ca l'   | ?                  | 41° 57′ 54.32″ N, 1° 23′ 29.14″ E / 41.9650889°N,1.3914278°E  |
| Folc              | Segle XIV          | 41° 57′ 18.24″ N, 1° 23′ 41.01″ E / 41.9550667°N,1.3947250°E  |
| Gepils            | 1111               | 41° 58′ 31.88″ N, 1° 23′ 39.78″ E / 41.9755222°N,1.3943833°E  |
| Moroia            | Segle XVI          | 41° 58′ 12.40″ N, 1° 24′ 33.36″ E / 41.9701111°N,1.4092667°E  |
| Sant Tirs         | 1096               | 41° 58′ 37″ N, 1° 22′ 49″ E / 41.977004°N,1.380145°E          |
| Soler, el         | 1020               | 41° 58′ 33.14″ N, 1° 23′ 53.36″ E / 41.9758722°N,1.3981556°E  |
| Tonicoll          | Segle XVI          | 41° 58′ 43.49″ N, 1° 25′ 2.046″ E / 41.9787472°N,1.41723500°E |
| Vila, la          | Segle XVI          | 41° 58′ 5.383″ N, 1° 23′ 32.88″ E / 41.96816194°N,1.3924667°E |
| Vilanova          | Segle XVIII        | 41° 58′ 52.43″ N, 1° 24′ 17.12″ E / 41.9812306°N,1.4047556°E  |
| Vilardaga         | Segle XVI          | 41° 57′ 35.16″ N, 1° 22′ 28.03″ E / 41.9597667°N,1.3744528°E  |

## Masies històriques
Aquesta és la relació de les masies de la parròquia de Pinell de les quals se'n té constància documental però de les quals actualment se'n desconeix el seu emplaçament
- Albar - 1578
- Artigues, les - 1708
- Barbellers (o Barbelés) - 1505
- Boquet - 1133
- Ladrera (o Saladrera) - 1121
- Matasset (o Mataset) - (1578).
- Monistrol (o Monasteriol) - 1258
- Solanell - 1372
- Soler Barch - 1238
- Torrelvert - Segle XVI
- Torreterrissa - Segle XIII
- Sesvalls (o Zesvalls) - 1372